# Idiocera polingi
Idiocera polingi là một loài ruồi trong họ Limoniidae. Chúng phân bố ở miền Tân bắc và Neotropic.